# Кале Лекис (тврђава)
Кале Лекис или Лекино утврђење су називи за рушевине тврђавице поред Тлстог брда у Метохији. Остатке тврђаве спомиње Иван Јастребов.. То брдо је код села Бабај Бокс, а спомиње се под тим наивом и у Дечанској хрисовуљи: Алтин заселки и с всѣми међами. А се међе всѣму Алтину: Маторски Прѣслоп, на Тлсто брдо... Леко је скраћено име изведено од имена Александар, па је јасно да је тврђава добила име по неком Леки - Александру и да је, по томе, из предтурског периода, јер би у супротном назив био турцизиран (Скендер је турски назив за Александра). Само је назив кале (тврђава) остатак турског утицаја. Пошто Јастребов помиње тврђавицу Леке Дукађина  можда је ова тврђава по њему названа. Ријека Гастуша (Нерестуша) протиче између села Бабај и Деве. Извире на гори на којој има тврђавица (Лекино кале). Јастребов помиње још двије тврђаве истог имена, Леке Дукађина, у Албанији. О првој пише да су приликом спуштања са Ћафа Малит ка Флету, лијево на стрмом брежуљку рушевине омање грађевине, Кале Леке Дукађина. Из рушевина се види да замак није био велики, у дужину 4 хвата и у ширину три. По Јастребову то је било стражарско мјесто за осматрање пута што иде из Саката јер се тај пут са тога замка одлично види. Уздигнута висоравни Хаса је окружена падинама Паштрика, са њеним замком Леке Дукађина на ријеци Дрим.